# Bačkovík
Bačkovík es un municipio del distrito de Košice-okolie en la región de Košice, Eslovaquia, con una población estimada a final del año 2024 de 645 habitantes.
Se encuentra ubicado en el centro de la región, en el valle del río Sajó (afluente derecho del Tisza) y cerca de la frontera con la región de Prešov y con Hungría.

## Demografía
| Año        | 1994 | 2004     | 2014     | 2024  |
| ---------- | ---- | -------- | -------- | ----- |
| Población  | 367  | 411      | 516      | 645   |
| Diferencia |      | +11,98 % | +25,54 % | +25 % |

| Año        | 2023 | 2024    |
| ---------- | ---- | ------- |
| Población  | 624  | 645     |
| Diferencia |      | +3,36 % |